# Почивният ден на Ферис Бюлър
„Почивният ден на Ферис Бюлър“ (на английски: Ferris Bueller's Day Off) е американска комедия от 1986 г. със сценарист и режисьор Джон Хюз.
В центъра на сюжета е гимназист, който прилага цялата си изобретателност, за да се измъкне за ден от училище и да отиде с приятелката си в Чикаго, докато училищният възпитател, който му има зъб, се опитва безуспешно да го улови в измама. Главните роли се изпълняват от Матю Бродерик, Миа Сара, Алън Рък, Джефри Джоунс.
През 2014 г. филмът е включен в Националния филмов регистър.

## Резюме на филма
Учeник в последен клас Ферис Бюлър се преструва, че е болен, за да не ходи на училище в красив пролетен ден. Семейството му му вярва, но сестра му Джийни е подозрителна. Директорът на училището Едуард Рууни се опитва да докаже честите отсъствия на Ферис. Междувременно Ферис се е намесил в компютърната система на училището, за да изглежда, че присъства редовно.
Ферис убеждава своя приятел Камерън и приятелката си Слоун да пропуснат училище, като взимат назаем ценното Ферари на бащата на Камерън. Тримата прекарват деня в Чикаго, като обядват в луксозен ресторант, посещават Института по изкуствата, гледат мач на Чикаго Къбс и се включват в празнично шествие, където Ферис пее "Danke Schoen" и "Twist and Shout". Междувременно Рууни се опитва да хване Ферис, като отива в дома на семейство Бюлър, но е възпрепятстван от Джийни. Тя се обажда на полицията, но заради недоразумение я арестуват.
Когато Ферис и Камерън се връщат у дома в края на деня, забелязват, че километражът на колата се е увеличил. Ферис се опитва да го върне, но не успява и Камерън изразява гнева си, като разбива колата на баща си.
Ферис изпраща Слоун вкъщи и започва да бяга, за да се прибере преди семейството си. Макар че пристига навреме, Рууни му пречи да влезе; обаче Джийни му помага да влезе и го защитава. Ферис се връща в леглото си, така че семейството му да го намери у дома болен.
В края на филма, унизен и уморен, Рууни се прибира в училищен автобус, пълен с ученици. В сцена след финалните надписи Ферис поглежда към камерата и казва на зрителите: "Още ли сте тук? Всичко свърши! Тръгвайте си вече!"